# 安娜·米雷斯
安娜·米雷斯（Anna Meares，1983年9月21日—），生於昆士兰州黑水镇，澳大利亚自行车运动员。
2008年1月，米雷斯於洛杉磯參加世界賽，轉彎時連人帶車倒下斜起的賽道。意外令到她的頸骨斷裂，再差兩毫米便會半身癱瘓。隨後，她需要坐輪椅，經幾番努力，成功入圍2008年北京奧運。
2008年8月19日，米雷斯在北京奧運的第三輪熱身賽中，被中國選手郭爽的單車越過其賽道並違規地推撞了一下，這一推差點令到米雷斯翻車，可幸的是米雷斯沒有翻車，單車左右搖擺後繼續前進。郭爽隨後被裁定進入了對手的賽道，並因此阻擋了對手去路而遭取消資格。米雷斯隨後挑戰英國選手維多利亞·彭德爾頓失敗，獲得奧運銀牌。
2016年的里約熱內盧奧運，米雷斯在凱林賽中，推到本港選手李慧詩的單車，使之翻車受傷。儘管如此，她仍得獲得凱林賽銅牌。

## 註腳
1. 1 2
2. 1 2  Anna Meares （页面存档备份，存于）. rio2016.olympics.com.au
3. ↑  . mobile.abc.net.au.   [2018-12-09]. （原始内容存档于2021-10-10）.
4. ↑  Anna Meares. nbcolympics.com
5. ↑  安娜·米雷斯: 我夠運，但我很失望 （页面存档备份，存于）, 單車新聞, 2008年8月20日 索取 (英文)
6. ↑  安娜·米雷斯絕地重生向金牌邁進 （页面存档备份，存于）, 澳洲廣播公司 2008年8月17日, 2008年8月20日 索取 (英文)
7. 1 2  銀與金感覺同樣好 （页面存档备份，存于） - 雪梨晨鋒報 2008年8月20日, 2008年8月20日 索取 (英文)
8. ↑  勇敢米雷斯單車奪銀 （页面存档备份，存于） - 麥覺理全國新聞/澳聯社 2008年8月20日, 2008年8月22日 索取 (英文)
9. ↑  奧運短訊[永久] - 明報 2008年8月20日, 2008年8月22日 索取
10. ↑  2008年8月20日 澳洲廣播公司電視第一台 中午新聞

## 外部連結
- 安娜·米雷斯在澳大利亞奧林匹克委員會
- 安娜·米雷斯在国际奥林匹克委员会的资料
- 安娜·米雷斯在Sports Reference
- 安娜·米雷斯在大英國協運動會聯合會 (2002–2010)
- 安娜·米雷斯在大英國協運動會聯合會 (2014)
- .   [20 August 2004]. （原始内容存档于17 August 2004）.
- .   [4 April 2008]. （原始内容存档于1 May 2008）.